# جيف غريف
جيف غريف (بالإنجليزية: Jeff Grieve)‏ هو لاعب كرة قدم أسترالية أسترالي، ولد في 27 يناير 1918 في أرمادايل ‏ في أستراليا، وتوفي في 8 نوفمبر 1944 في Glen Shee ‏ في المملكة المتحدة.

## وصلات خارجية
- جيف غريف على موقع AustralianFootball.com (الإنجليزية)
- جيف غريف على موقع AFLtables.com (الإنجليزية)